# De fire årstider (film fra 1981)
 For alternative betydninger, se De fire årstider. (Se også artikler, som begynder med De fire årstider)
De fire årstider (originaltitel: The Four Seasons) er en amerikansk romantisk komediefilm fra 1981, skrevet og instrueret af Alan Alda, der også spiller en af filmens hovedroller. I filmen medvirker endvidere bl.a. Carol Burnett, Sandy Dennis, Rita Moreno og Jack Weston. Filmens titel er hentet fra de fire concerti komponeret af Antonio Vivaldi. Disse kompositioner udgør sammen med andre af Vivaldis kompositioner filmens musik.
Filmen affødte i 1984 en kortvarig tv-serie på CBS produceret af Alda.

## Handling
Tre ægtepar fra middelklassen - Jack (Alan Alda) og Kate Burroughs (Carol Burnett); Nick (Len Cariou) og Anne Callan (Sandy Dennis); Danny (Jack Weston) og Claudia Zimmer (Rita Moreno) - bor i New York City og er bedste venner. Jack er advokat, Kate en Fortune Magazine-redaktør, Nick en forsikringssælger og økonomisk rådgiver, Anne en husmor og fotograf, der nyder at tage billeder af grøntsager, Danny en billig tandlæge, der viser symptomer på obsessiv-kompulsiv lidelse og hypokondri, og Claudia en ufølsom italiensk maler. Hvert kvartal (i hver af de fire årstider) tager de tre par på en ferie, som Kate har planlagt.
Forår
I maj måned lejer de seks venner et sommerhus i skoven. Ægtemændene laver kinesisk mad og cykler, mens konerne ser på og diskuterer Annes seneste billeder. En dag, hvor Nick er ude og samle brænde sammen med Jack, fortæller Nick, hvor ked af han er ved at være gift med Anne, og at han planlægger at skilles fra hende, fordi han vil have en kvinde, der kan begejstre ham. Nick afviser, at der er en anden kvinde involveret. Jack fortæller om samtalen til Kate, der bliver ked af det, og begge er bekymrede for Anne.
Sommer
Nick er blevet separeret fra Anne og ser nu Ginny Newley (Bess Armstrong), en smuk, ung, men lidt naiv kvinde. Jack og Kate og Danny og Claudia er ikke imponerede over, at Nick hver dag giver Ginny en ny gave, og at hun tror på alle hans historier. Alle tre par, (men undtagen Anne), tilbringer sommeren i en sejlbåd omkring St. Thomas i Carribien. Nick og Ginny har sex hver nat på båden, hvilket holde de to andre par vågne, og Jack og Kate diskuterer privat, hvilken effekt Nick og Ginnys forhold har på de andre. Efter at have set Nick og Ginny svømme nøgne i havet, gør Danny og Claudia det samme.
Efterår
Om efteråret kører gruppen i Danny nye Mercedes til universitetet i Connecticut for at tilbringe en forældreweekend med to af parrenes døtre: Beth og Lisa Callan. Mens de tjekker ind på universitetskroen, støder parrene akavet på Anne, som også er der for at se sin (og Nicks) datter Lisa. Kate og Claudia undskylder over for Anne for ikke at invitere hende til deres tidligere ferier og hævder, at Nick altid ville tage Ginny med. Anne, der er blevet deprimeret over sit ægteskab, fortæller de andre kvinder, at hun prøver at komme videre ved at prøve nye usædvanlige ting, såsom at tage på ferie i Tjekkoslovakiet og at anskaffe en slange som kæledyr. Beth afslører for sin mor (Kate), at hun og Lisa ikke længere tætte, selvom de er barndomsveninder. Danny er i mellemtiden blevet mere og mere træt af Claudias ufølsomhed over for andre mennesker, hvilket hun nægter at undskylde og i øvrigt anser som et udslag af sine italienske rødder. Nick kan ikke trøste Lisa, der har trukket sig ind i sig selv og er ulykkelig over forældrenes separation. Danny afslører for Jack, at Nick er en kvindebedårer, der i hemmelighed har været Anne utro med flere andre kvinder. Under frokosten morer Beth og Lisa sig over parrenes skænderi om, hvem der skal betale regningen. Under en fodboldkamp får Jack en skade i knæet, da han tackler Nick, som han føler sig mindre og mindre forbundet med. Om aftenen skændes Jack og Kate om Nick og Ginny, og Kate indrømmer, at hun faktisk hader at planlægge gruppens ferier.
Vinter
The Callans er blevet skilt, Nick og Ginny er blevet gift og Anne har fået job som fotograf på et magasin. Om vinteren tager de tre par på ferie på et skisportssted, hvor de lejer en hytte. Under en skikonkurrence mellem Nick og Jack brækker førstnævnte en ankel, og sidstnævnte river sit ledbånd over. For at muntre alle op inviterer Ginny de andre til en bar for at drikke og lytte til musik. Da Dannys venner griner af hans irrationelle frygt for hans helbred, forsvarer Ginny ham overraskende. Da de vender tilbage til hytten, fornærmer Kate Ginny og fortæller hende, at hun aldrig vil forstå gruppen, som har været sammen længere, end hun har. Ginnny beskylder de andre for ikke at acceptere hende og betragte hende som intet andet end "den anden kvinde", hvorefter hun forlader hytten. Nick fortæller at Ginny er gravid. Gruppen har endnu et skænderi, der kulminerer i, at Jack smadrer nogle møbler, indtil Kate beroliger ham. Da Ginny ikke er vendt tilbage den følgende morgen, går Danny ud for at lede efter hende. Danny finder Ginny, der er ude og løbe, men han falder gennem den tynde is, mens han råber på hende. Ginny løber tilbage til hytter, og fortæller de andre, at Danny er i fare, og gruppen kører i Dannys Mercedes og redder ham, men bilen falder gennem isen og synker ned i det iskolde vand. Vennerne forsones og går tilbage til hytten, hvor Kate i sjov siger, at de alle skal komme igen til resortet næste vinter.

## Udgivelse
Filmen havde premiere på Denver International Film Festival den 30. april 1981 før den fik premiere i amerikanske biografer åbningen den 22. maj. Den havde dansk premiere den 4. september 1981 i Palads Teatret, hvor den med en kort afbrydelse spillede frem til april 1983. Filmen fik repremiere i 1984 i ABCinema.

## Modtagelse
De fire årstider blev positivt modtaget af kritikerne og var en kommerciel succes. Filmen havde et budget på 6,5 millioner dollars og indspillede 50.427.646 dollars, hvilket gør den til den niende mest indbringende film i 1981.
På websitet Rotten Tomatoes har filmen bedømmelsen "frisk" en 76% "approval rate" ud fra 17 anmeldelser.
Ved den danske Bodiluddeling i 1982 modtog filmen en Bodilprisen for bedste ikke-europæiske film.

## Priser og nomineringer
| Pris                            | Kategori                                                       | Nominerede                          | Resultat  |
| ------------------------------- | -------------------------------------------------------------- | ----------------------------------- | --------- |
| Bodilprisen                     | Bedste ikke-europæiske film                                    | Alan Alda                           | Vundet    |
| Golden Globe Awards             | Bedste film – musical eller komedie                            | Bedste film – musical eller komedie | Nomineret |
| Golden Globe Awards             | Bedste skuespiller i en film – musical eller komedie           | Alan Alda                           | Nomineret |
| Golden Globe Awards             | Bedste kvindelige hovedrolle i en film – musical eller komedie | Carol Burnett                       | Nomineret |
| Golden Globe Awards             | Bedste manuskript – film                                       | Alan Alda                           | Nomineret |
| Writers Guild of America Awards | Bedste komedie – skrevet direkte til skærmen                   | Alan Alda                           | Nomineret |